# Nomisia dalmasi
Nomisia dalmasi är en spindelart som beskrevs av Roger de Lessert 1929. Nomisia dalmasi ingår i släktet Nomisia och familjen plattbuksspindlar.
Artens utbredningsområde är Kongo. Inga underarter finns listade i Catalogue of Life.